# Sesión continua
Sesión continua è un film del 1984 diretto da José Luis Garci. 
Fu candidato all'Oscar al miglior film in lingua straniera.

## Riconoscimenti
- Premio Oscar
  - Candidatura all'Oscar al miglior film in lingua straniera